# Zara Phillips
Zara Anne Elizabeth Tindall (n. 15 mai 1981, Greater London, Anglia, Regatul Unit) este nepoată a fostei regine Elisabeta a II-a a Regatului Unit și a Prințului Filip, Duce de Edinburgh. 
Zara Phillips este al doilea copil și singura fiică a Prințesei Regale Anne și a primului soț al acesteia, căpitanul Mark Phillips. Ea este a 16-a în linia de succesiune la tronul britanic. Este căsătorită cu fostul jucător englez de rugby, Mike Tindall.  
Împreună cu fratele ei, Peter Phillips, sunt singurii nepoți ai reginei care nu poartă un titlu de noblețe; părinții lor au refuzat toate titlurile de curtoazie oferite de suverană.
A câștigat medalia de argint la Olimpiada de la Londra care i-a fost acordată de mama ei, Prințesa Regală.

## Biografie
Zara este cea mai mare nepoată a Reginei Elisabeta a II-a și a Prințului Filip. În momentul nașterii, ea era a șasea în linia de succesiune la tron, în prezent se află pe locul 16.
Zara are un frate mai mare, Peter Phillips (n. 15 noiembrie 1977) și două surori vitrege, Felicity Tonkin (n. 1985 din aventura scurtă a tatălui ei cu Heather Tonkin)  și Stephanie Phillips, născută la 2 octombrie 1997 din a doua căsătorie a tatălui ei cu Sandy Pflueger.
Copiii Prințesei Regale nu dețin nici un titlu regal sau nobil, nici nu au în mod automat dreptul la statutul regal prin naștere, fiind nepoții monarhului pe linie feminină, în timp ce tatăl lor nu are nici un titlu de drept.
La 21 decembrie 2010, Palatul Buckingham a anunțat logodna ei cu jucătorul de rugby Mike Tindall. Cuplul s-a întâlnit în timpul Campionatului Mondial de Rugby din Australia din 2003 (câștigat de Anglia). 
Nunta a avut loc la 30 iulie 2011 la Canongate Kirk în Edinburgh, Scoția. Mireasa a purtat o rochie Stewart Parvin și tiara Meander din colecția personală de bijuterii a reginei Elisabeta a II-a.
La 8 iulie 2013, Palatul Buckingham a anunțat că Phillips și Tindall așteaptă primul lor copil. Zara a născut o fiică la 17 ianuarie 2014, care este a 16-a în linia de succesiune la tron.

## Legături externe
Materiale media legate de Zara Phillips la Wikimedia Commons
- en Zara Phillips la Olympedia.org